# Великоандрусівська сільська рада
Великоандрусівська сільська рада  — колишній орган місцевого самоврядування у Світловодському районі Кіровоградської області з адміністративним центром у селі Велика Андрусівка. Населення — 2175 осіб.

## Населені пункти
Сільраді були підпорядковані населені пункти:
- c. Велика Андрусівка;
- с. Вищепанівка;
- с. Калантаїв;
- с. Сніжкова Балка.

## Склад ради
Рада складалася з 16 депутатів та голови.

### Керівний склад ради
| ПІБ                    | Основні відомості                                                 | Дата обрання | Дата звільнення |
| ---------------------- | ----------------------------------------------------------------- | ------------ | --------------- |
| Іващенко Ніна Іванівна | Сільський голова, 1964 року народження, освіта                    | 26.03.2006   | 31.10.2010      |
| Іващенко Ніна Іванівна | Сільський голова, 1964 року народження, освіта вища, позапартійна | 31.10.2010   |                 |

Примітка: таблиця складена за даними джерела

## Населення
Згідно з переписом УРСР 1989 року чисельність наявного населення сільської ради становила 2576 осіб, з яких 1071 чоловік та 1505 жінок.
За переписом населення України 2001 року в сільській раді мешкали 2174 особи.

### Мова
Розподіл населення за рідною мовою за даними перепису 2001 року:
| Мова       | Відсоток |
| ---------- | -------- |
| українська | 94,16 %  |
| російська  | 5,38 %   |
| білоруська | 0,18 %   |
| вірменська | 0,18 %   |
| молдовська | 0,05 %   |